# Герб селища Золочів
Герб Золочева — символ селища Золочів Харківської області, затверджений за часів Російської імперії від 21 вересня 1781 року.

## Опис
На горішній частині перетятого щита герб Харківський; на долішній зеленій дві груші на знак великої їх кількості в тих місцях.
Комп'ютерна графіка — В. М. Напиткін.